# Elezioni comunali in Liguria del 2008
Le elezioni comunali in Liguria del 2008 si tennero il 13 e 14 aprile (con ballottaggio il 27 e 28 aprile).

## Provincia di Genova

### Sestri Levante
| Candidati                     | Candidati                   | II turno             | II turno            | I turno | I turno | Liste                            | Voti   | %     | Seggi |
| Candidati                     | Candidati                   | Voti                 | %                   | Voti    | %       | Liste                            | Voti   | %     | Seggi |
| ----------------------------- | --------------------------- | -------------------- | ------------------- | ------- | ------- | -------------------------------- | ------ | ----- | ----- |
|                               | Andrea Lavarello ✔️ Sindaco | 5 968                | 58,44               | 6 018   | 47,28   | Partito Democratico              | 3 767  | 34,47 | 10    |
| Sestri al Centro              | Andrea Lavarello ✔️ Sindaco | 5 968                | 58,44               | 6 018   | 47,28   | 686                              | 6,28   | 1     |       |
| Gente di Sestri Levante       | Andrea Lavarello ✔️ Sindaco | 5 968                | 58,44               | 6 018   | 47,28   | 642                              | 5,88   | 1     |       |
| Italia dei Valori             | Andrea Lavarello ✔️ Sindaco | 5 968                | 58,44               | 6 018   | 47,28   | 357                              | 3,27   | –     |       |
|                               | Giuseppe Ianni              | 4 244                | 41,56               | 3 077   | 24,18   | Il Popolo della Libertà          | 1 940  | 17,75 | 3     |
| Lega Nord                     | Giuseppe Ianni              | 4 244                | 41,56               | 3 077   | 24,18   | 435                              | 3,98   | –     |       |
| Unione di Centro              | Giuseppe Ianni              | 4 244                | 41,56               | 3 077   | 24,18   | 387                              | 3,54   | –     |       |
| Seggio di coalizione          | Seggio di coalizione        | Seggio di coalizione | 41,56               | 3 077   | 24,18   | 1                                |        |       |       |
|                               | Giacomo Rossignotti         | Giacomo Rossignotti  | Giacomo Rossignotti | 2 256   | 17,72   | Giacomo Rossignotti Sindaco      | 1 231  | 11,27 | 2     |
| Città Partecipata             | Giacomo Rossignotti         | Giacomo Rossignotti  | Giacomo Rossignotti | 2 256   | 17,72   | 581                              | 5,32   | –     |       |
| Seggio di coalizione          | Seggio di coalizione        | Seggio di coalizione | Giacomo Rossignotti | 2 256   | 17,72   | 1                                |        |       |       |
|                               | Vincenzo Gueglio            | Vincenzo Gueglio     | Vincenzo Gueglio    | 631     | 4,96    | La Sinistra l'Arcobaleno         | 427    | 3,91  | –     |
| Per Gueglio per Sestri        | Vincenzo Gueglio            | Vincenzo Gueglio     | Vincenzo Gueglio    | 631     | 4,96    | 134                              | 1,23   | –     |       |
| Seggio di coalizione          | Seggio di coalizione        | Seggio di coalizione | Vincenzo Gueglio    | 631     | 4,96    | 1                                |        |       |       |
|                               | Paolo Davini                | Paolo Davini         | Paolo Davini        | 196     | 1,54    | Partito Comunista dei Lavoratori | 158    | 1,45  | –     |
|                               | Ena Porcella                | Ena Porcella         | Ena Porcella        | 151     | 1,19    | La Destra - Fiamma Tricolore     | 115    | 1,05  | –     |
|                               | Roberto Santi               | Roberto Santi        | Roberto Santi       | 99      | 0,78    | Partito Pensionati               | 67     | 0,61  | –     |
| Totale                        | Totale                      | 10 212               | 100                 | 12 728  | 100     |                                  | 10 927 | 100   | 20    |
|                               |                             |                      |                     |         |         |                                  |        |       |       |
| Fonte: Ministero dell'interno |                             |                      |                     |         |         |                                  |        |       |       |